# Женьмінь жибао
Женьмінь жибао (кит.: 人民日报, піньїнь Rénmín Rìbào «Народна газета») — китайська щоденна газета, орган ЦК Комуністичної партії Китаю. Вебсайт газети «Женьмінь жибао» («Женьмінь жибао» он-лайн) — найбільший інформаційний вебсайт китайською мовою.
Газета видається з 15 червня 1948 року (в Шицзячжуані та Ханьдані, з березня 1949 року — в Пекіні).
У теперішній час в «Женьмінь жибао» працює понад тисячу журналістів у 70 кореспондентських відділеннях по всьому світу. З газетою також співпрацює понад п'ятсот партнерів.
«Женьмінь жибао — онлайн» виходить китайською, англійською, японською, російською, французькою, іспанською та арабською мовами. Сайт створено 1 січня 1997 року.

## Цікаві факти
- В оформленні назви газети використано калліграфію Мао Цзедуна.

- У репертуарі українського поп-гурту «Аква Віта» є пісня з назвою «Женьмінь жибао», на яку відзнято відеокліп.[2]